# Ахмед Абдалла Самбі
Ахмед Абдалла Мохамед Самбі (араб. أحمد عبدالله محمد سامبي; нар. 5 червня 1958) — коморський ісламський лідер і політик, дев'ятий президент Коморських Островів.

## Біографія
Народився 1958 року на острові Анжуан. Навчався в ісламських навчальних закладах у Судані, Саудівській Аравії й Ірані. За навчання в Ірані та через свою зовнішність отримав прізвисько «Аятола». Після повернення на батьківщину займався бізнесом, є власником різних підприємств і телекомпанії.
2006 року, балотуючись як незалежний кандидат, упевнено отримав номінацію від рідного острова до загальнонаціонального туру президентських виборів, де здобув понад 58 % голосів. Ті вибори стали першою в історії незалежної держави Коморських Островів мирною передачею влади. Вийшов у відставку 2011 року після завершення президентського терміну. На посту голови держави його замінив Ікілілу Дуанін.
2018 року Самбі було звинувачено в привласненні $200 мільйонів у результаті реалізації угоди з урядом Об'єднаних Арабських Еміратів щодо надання коморських паспортів особам без громадянства, які проживають на території ОАЕ.